# バビロンの城壁

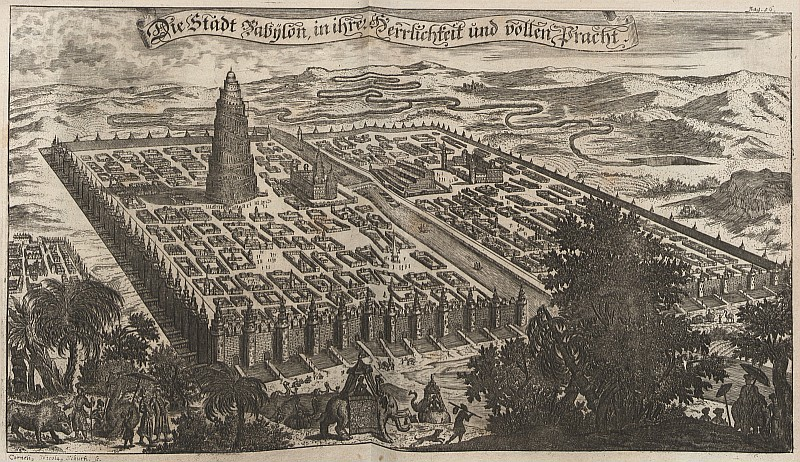
17世紀の想像図

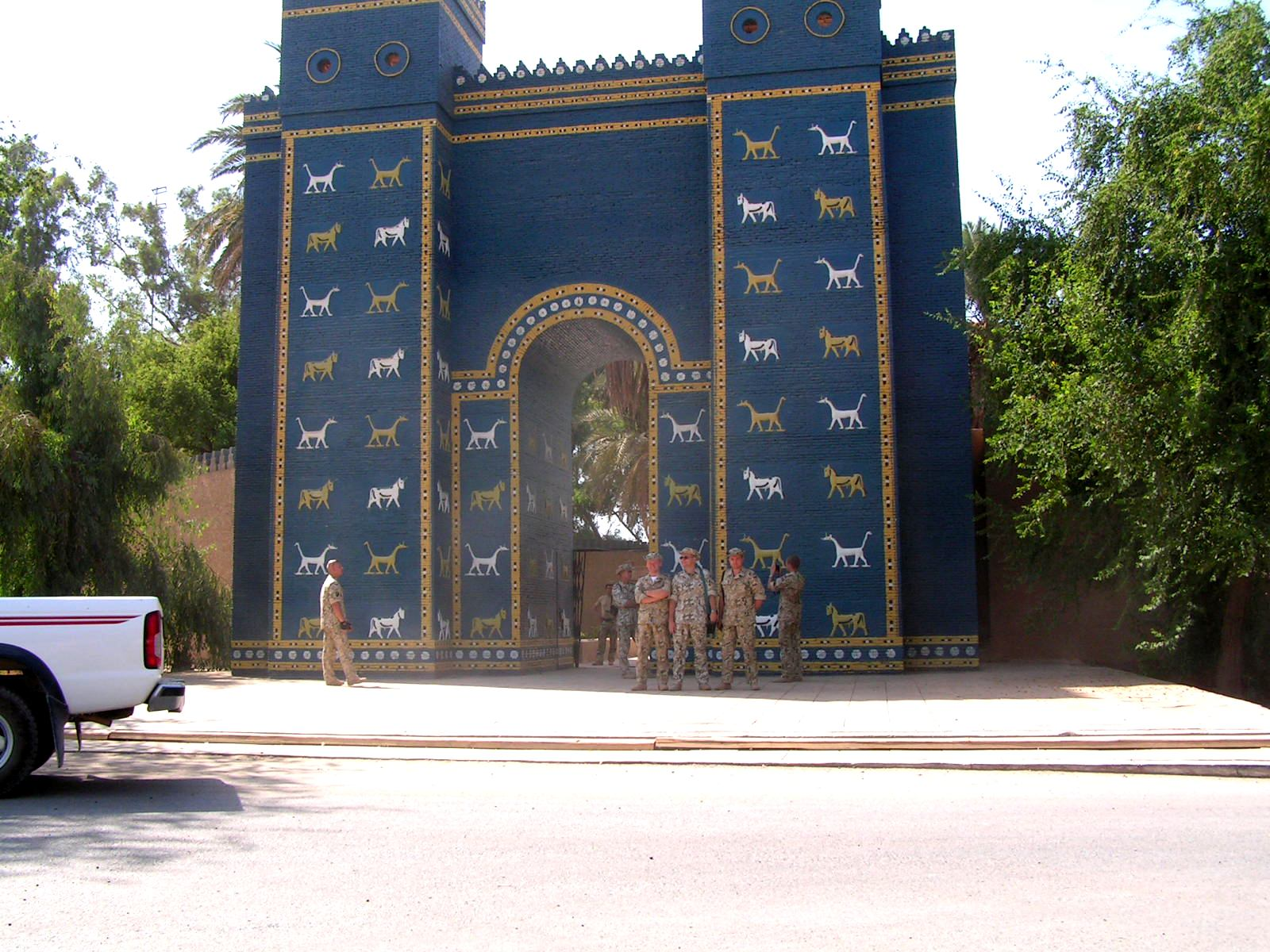
復元されたイシュタル門

バビロンの城壁（バビロンのじょうへき）は、新バビロニア王国の首都バビロンを取り巻く城壁。高さ90m、厚さ24m、総延長は数十kmにおよび、100の門と250の塔をそなえていたと言われている。この中で有名なものにイシュタル門がある。
ビザンチウムのフィロンによる世界の七不思議のひとつに数えられていた。しかしバビロンの空中庭園と同一視されたためか、後世になってアレクサンドリアの大灯台と差し替えられた。
城壁は二重になっていて、「生命の樹」という不老不死になる力を持つ木を王が探しに行くために、門を開ける儀式がある。その時に壁の間をシルシュ（バビロンの神マルドゥクの使いの聖獣）が走っているといわれる。